# Grabben i graven bredvid (film)
Grabben i graven bredvid är en svensk film från 2002 regisserad av Kjell Sundvall.
Filmen är inspelad i Luleå och hade premiär 2 augusti 2002, baserad på romanen Grabben i graven bredvid av Katarina Mazetti.

## Handling
Bonden Benny (Michael Nyqvist) träffar bibliotekarien Desirée (Elisabet Carlsson) på kyrkogården när han besöker sina döda föräldrar för att plantera nya blommor. I graven bredvid ligger Desirées man Örjan Wallin. När Desirée glömmer sin mössa på bänken följer Benny efter men vågar inte gå in på biblioteket. Han återvänder hem för att mjölka korna.

## Rollista i urval
- Elisabet Carlsson - Desirée Wallin
- Michael Nyqvist - Benny Söderström
- Annika Olsson - Märta
- Rolf Degerlund - Bengt-Göran
- Anita Heikkilä - Violet
- Anna Azcárate - Lilian, Desirées kollega
- Axelle Axell - Desirées mamma
- Lasse Petterson - Desirées pappa
- Lotta Östlin - Anita
- Mikael Odhag - Torkel
- Margareta Gudmundson - fru Lundmark, bibliotekarie

## Utmärkelser

### Vinster
- Guldbaggen: Bästa skådespelare - Michael Nyqvist[1]

### Nomineringar
- Guldbaggen: Bästa film, Bästa skådespelerska (Elisabet Carlsson), Bästa manuskript (Sara Heldt), Bästa regi (Kjell Sundvall)[1]